# Joel Muñoz
Joel Gabriel Muñoz Castillo (nacido el 24 de junio de 1980) es un jugador de baloncesto profesional panameño que juega para los SD Atlético Nacional de la LPB Panamá. 

## Trayectoria
Muñoz ha jugado baloncesto profesional en Panamá, Uruguay, Brasil y México desde que comenzó su carrera con Tumba Muerto Colosos en la Liga Nacional de Baloncesto de Panamá en 2000. En su temporada más reciente,  promedió 4.3 puntos y 4.2 asistencias por partido con Potros ITSON en la Liga Nacional de Baloncesto Profesional de México.

## Selección nacional
Muñoz también es miembro de la selección nacional masculina de baloncesto de Panamá. Compitió con el equipo en el Campeonato FIBA Américas en 2005, 2007 y 2009; Centrobasket en 2008; y el Campeonato COCABA en 2004 y 2009. Promedió 10 puntos, 4,2 rebotes y 4 asistencias por partido

## Club
| Club                       | País      | Año         |
| -------------------------- | --------- | ----------- |
| TM Colosos                 | Panamá    | B.C 2000    |
| Canguros                   | Panamá    | 2001 - 2003 |
| Parque Lefevre             | Panamá    | 2004 - 2006 |
| CA Welcome                 | Uruguay   | 2005 - 2006 |
| El Machetazos              | Panamá    | 2006        |
| Canguros                   | Panamá    | 2006        |
| CA Goes                    | Uruguay   | 2006        |
| Leones De Managua          | Nicaragua | 2006        |
| Marinos de Oriente         | Venezuela | 2007        |
| Magnates                   | Panamá    | 2007 - 2009 |
| FTC EAD                    | Brasil    | 2008        |
| Potros ITSON               | México    | 2008 - 2009 |
| Parque Lefevre             | Panamá    | 2009        |
| Saldanha da Gama           | Brasil    | 2009 - 2010 |
| Panteras de Aguascalientes | México    | 2010        |
| Victoria                   | Brasil    | 2010 - 2011 |
| Sao Bernardo Do Campo      | Brasil    | 2012        |
| CA Paulistano              | Brasil    | 2012 - 2013 |
| Davis                      | Nicaragua | 2013        |
| Liga Sorocabana            | Brasil    | 2013 - 2014 |
| Jacarei                    | 2014      |             |
| Leones De Managua          | Nicaragua | 2015        |
| Correcaminos de Colón      | Panamá    | 2015 - 2016 |
| Caballos de Coclé          | Panamá    | 2016 - 2017 |
| Toros de Chiriquí          | Panamá    | 2017 - 2020 |
| Dragones de Don Bosco      | Panamá    | 2020 - 2021 |
| SD Atlético Nacional       | Panamá    | 2022 - act. |

## Logros y reconocimientos

### Clubes
- Campeón de la LPB Panamá (2022)

### Logros individuales
- LPB Panamá MVP (2017)
- LPB Panamá Máximo Anotador (2017)
- LPB Panamá asiste líder 6 veces (2015–2021)